# 前間孝則
前間 孝則（まえま たかのり、1946年（昭和21年） - ）は、日本の元航空エンジニア、ノンフィクション作家。

## 概要
佐賀県出身。法政大学中退後、石川島播磨重工業株式会社（現IHI）の航空宇宙事業本部技術開発事業部でジェットエンジンの設計に20数年間従事。この間、F-104、PS-1、F4Eファントム、P3C等に携わる。
講談社へ原稿を持ち込み、これが『ジェットエンジンに取り憑かれた男』として1989年に出版される。1988年に退職してからはノンフィクション作家の道を歩み、戦前戦後の日本の技術史とそれに携わった技術者に関するノンフィクション作品を多数発表している。

## 著書

### 単著
- 『ジェットエンジンに取り憑かれた男』講談社、1989年7月。ISBN 978-4-06-204461-5。
  - 『ジェットエンジンに取り憑かれた男』講談社〈講談社文庫〉、1992年6月。ISBN 978-4061852044。
  - 『ジェットエンジンに取り憑かれた男〈上〉国産ジェット機「橘花」』講談社〈講談社+α文庫〉、2003年3月。ISBN 978-4062567138。
  - 『ジェットエンジンに取り憑かれた男〈下〉世界水準V2500』講談社〈講談社+α文庫〉、2003年3月。ISBN 978-4062567145。
- 『「独創」に憑かれた男たち－未踏技術に挑む』講談社、1991年5月。ISBN 978-4062053709。
  - 改題・文庫版：『ハイテク開発の魔術師たち 未踏技術に挑む』講談社〈講談社文庫〉、1994年12月。ISBN 978-4061858473。
- 『富嶽－米本土を爆撃せよ』講談社、1991-011。ISBN 978-4062055437。
  - 『富嶽〈上〉米本土を爆撃せよ』講談社〈講談社文庫〉、1995年3月。ISBN 978-4061859128。
  - 『富嶽〈下〉米本土を爆撃せよ』講談社〈講談社文庫〉、1995年3月。ISBN 978-4061859159。
- 『弾丸列車－幻の東京発北京行き超特急』実業之日本社、1994年11月。ISBN 978-4408340548。
  - 改題・文庫版：『亜細亜新幹線－幻の東京発北京行き超特急』講談社〈講談社文庫〉、1998年5月。ISBN 978-4062637022。
- 『マン・マシンの昭和伝説－航空機から自動車へ〈上〉』講談社、1993年7月。ISBN 978-4062059985。
- 『マン・マシンの昭和伝説－航空機から自動車へ〈下〉』講談社、1993年7月。ISBN 978-4062065818。
  - 『マン・マシンの昭和伝説〈上〉－航空機から自動車へ』講談社〈講談社文庫〉、1996年2月。ISBN 978-4062631761。
  - 『マン・マシンの昭和伝説〈下〉－航空機から自動車へ』講談社〈講談社文庫〉、1996年2月。ISBN 978-4062631778。
- 『YS‐11－国産旅客機を創った男たち』講談社、1994年8月。ISBN 978-4062071345。
  - 『YS‐11〈上〉国産旅客機を創った男たち』講談社〈講談社+α文庫〉、1999年1月。ISBN 978-4062563161。
  - 『YS‐11〈下〉苦難の初飛行と名機の運命』講談社〈講談社+α文庫〉、1999年1月。ISBN 978-4062563208。
- 『戦艦大和誕生〈上〉西島技術大佐の大仕事』講談社、1997年9月。ISBN 978-4-06-208844-2。
- 『戦艦大和誕生〈下〉「生産大国日本」の幕開け』1997年9月。ISBN 978-4-06-208845-9。
  - 文庫版：『戦艦大和誕生〈上〉西島技術大佐の未公開記録』講談社〈講談社+α文庫〉、1999年12月。ISBN 978-4062564014。
  - 文庫版：『戦艦大和誕生〈下〉「生産大国日本」の源流』講談社〈講談社+α文庫〉、1999年12月。ISBN 978-4062564021。
- 『トヨタvsベンツ－世界自動車戦争の構図』講談社、1998年9月。ISBN 978-4062093958。
  - 増訂・文庫版：『トヨタvs.ベンツvs.ホンダ－世界自動車戦争の構図』講談社〈講談社+α文庫〉、2002年1月。ISBN 978-4062565837。
- 『最後の国産旅客機YS-11の悲劇』講談社〈講談社+α新書〉、2000年5月。ISBN 978-4062720151。
- 『世界制覇〈上〉戦艦大和の技術遺産』講談社、2000年4月。ISBN 978-4062101769。
- 『世界制覇〈下〉巨大タンカーを創った男』講談社、2000年4月。ISBN 978-4062101776。
- 『日本はなぜ旅客機をつくれないのか』草思社、2002年10月30日。ISBN 978-4794211651。
- 『国産旅客機が世界の空を飛ぶ日』講談社、2003年9月。ISBN 978-4062120401。
- 『技術者たちの敗戦』草思社、2004年7月23日。ISBN 978-4794213365。
  - 『技術者たちの敗戦』草思社〈草思社文庫〉、2013年8月8日。ISBN 978-4794219916。
- 『朝日新聞訪欧大飛行〈上〉シベリア横断』講談社、2004年8月。ISBN 978-4-06-212456-0。
- 『朝日新聞訪欧大飛行〈下〉千古の都ローマへ』講談社、2004年8月。ISBN 978-4-06-212457-7。
- 『戦艦大和の遺産〈上〉』講談社〈講談社+α文庫〉、2005年11月。ISBN 978-4062569811。
- 『戦艦大和の遺産〈下〉』講談社〈講談社+α文庫〉、2005年11月。ISBN 978-4062569828。
- 『技術開発のエースたち－小さな現場から生まれた世界初』大和書房、2005年10月。ISBN 978-4479391258。
- 『戦闘機屋人生－元空将が語る零戦からＦＳＸまで９０年』講談社、2005年11月。ISBN 978-4-06-213206-0。
- 『名機YS-11－零戦から生まれた国産旅客機』大和書房〈だいわ文庫〉、2006年9月。ISBN 978-4479300502。
- 『悲劇の発動機「誉」－天才設計者中川良一の苦闘』草思社、2007年7月31日。ISBN 978-4794215130。
- 『なぜ、日本は50年間も旅客機をつくれなかったのか』大和書房〈だいわ文庫〉、2008年3月。ISBN 978-4479301653。
- 『国産旅客機MRJ飛翔』大和書房、2008年5月。ISBN 978-4479391753。
- 『飛翔への挑戦―国産航空機開発に賭ける技術者たち』新潮社、2010年12月17日。ISBN 978-4103289210。
- 『満州航空の全貌－1932〜1945：大陸を翔けた双貌の翼』草思社、2013年5月22日。ISBN 978-4-7942-1977-0。
- 『日本の名機をつくったサムライたち－零戦、紫電改からホンダジェットまで』さくら舎、2013年11月。ISBN 978-4906732579。
- 『ホンダジェット: 開発リーダーが語る30年の全軌跡』新潮社、2015年。ISBN 9784103289227。

### 共著
- 前間孝則、岩野裕一『日本のピアノ100年－ピアノづくりに賭けた人々』草思社、2001年10月5日。ISBN 978-4794210869。
- 半藤一利、秦郁彦、前間孝則、鎌田伸一、戸高一成、江畑謙介、兵頭二十八、福田和也 ほか『零戦と戦艦大和』文春新書、2008年8月20日。ISBN 978-4166606481。

## 解説等
科学朝日〜サイアス
- 「独創技術たちの苦闘-9-第5世代コンピュータ---世界注視の野心計画は革命から後退した」『科学朝日』第51巻第9号、1991年9月、110-114頁。
- 「遅れて来たH2,荒波の宇宙に旅立つ」『科学朝日』第54巻第4号、1994年4月、36-40頁。
- 「日本が飛ばす次世代SST(上)実験機編 航技研の挑戦」『サイアス』第4巻第9号、1999年9月、60-65頁。
- 「日本が飛ばす次世代SST(下)エンジン編 HYPR計画」『サイアス』第4巻第10号、1999年10月、52-57頁。

専門雑誌
- 「ついに始まった,自動車業界の本格再編--部品・金型業界はどこへ向かっていくのか」『型技術』第13巻第9号、1998年8月、73-75頁。
- 「事例3 経験の少ない新規開発のDRでは足で稼いだ情報が力になる--ヤマハ発動機 (特集 役に立つデザインレビューのポイント)」『機械設計』第50巻第2号、2006年2月、35-38頁。
- 「Part1 ここまできた、国産自動車メーカーの予防安全技術開発 (カーエレクトロニクスに注目せよ! 予防安全システムのキーテクノロジー最前線)」『機械設計』第49巻第2号、2005年1月、2-12頁。

その他雑誌
- 「戦艦「大和」建造責任者の沈黙」『本』第22巻第9号、1997年9月、13-15頁。
- 「燃料電池自動車--実用化への激しい開発競争 (特集 「環境経営」儲かってますか?)」『実業の日本』第102巻第15号、1999年11月、26-29頁。
- 「秒読み!!国産飛行機「復活」--三菱重工・経済産業省・石原都知事が連係プレー」『週刊朝日』第107巻第54号、2002年11月、163-165頁。
- 「フランス人造船技師ヴェルニーと若き日本人技術者たち－お雇い外国人からの自立 (特集 「お雇い外国人」を知っていますか?--明治ニッポンの家庭教師たち)」『東京人』第20巻第10号、2005年10月、74-81頁。

学術誌
- 「星野さんとチャップリン (追悼特集 星野芳郎) -- (星野さんと現代技術史研究会)」『技術史研究』第78巻、2008年10月、122-127頁。